# Максимцев, Александр Анатольевич
Алекса́ндр Анато́льевич Макси́мцев (род. 20 августа 1963, Токмак, Киргизская ССР, СССР) — российский военачальник, заместитель Главнокомандующего Воздушно-космическими силами по военно-политической работе с 2019 года. Лётчик-снайпер, генерал-лейтенант (2021).

## Биография
Родился 20 августа 1963 года в городе Токмак Чуйской области, Киргизская ССР. В 1985 году окончил Ейское высшее военное авиационное училище летчиков имени В. М. Комарова. В 1997 году окончил Военно-воздушную академию им. Ю. А. Гагарина. Выпускник Военной академии Генерального штаба Вооруженных Сил Российской Федерации.
Проходил службу на должностях: лётчика, старшего лётчика, командира звена, заместителя командира эскадрильи, командира эскадрильи, заместителя командира авиационного полка по лётной подготовке, заместителя командира полка, командира авиационного полка, заместителя командира авиационной дивизии по лётной подготовке, заместителя командующего объединения ВВС и ПВО по авиации — начальника авиации.
В 2011 году являлся начальником дальневосточной военной авиации (аэропорт Хурба).
Указом Президента Российской Федерации от 13 ноября 2013 года назначен на должность заместителя начальника авиации ВВС.
11 июня 2015 года указом Президента Российской Федерации присвоено воинское звание генерал-майор.
С сентября 2015 года являлся командующим Авиационной группы ВВС России в Сирии.
В 2018 году окончил Военную академию Генерального штаба Вооруженных Сил Российской Федерации. С 2019 года — заместитель Главнокомандующего Воздушно-космическими силами по военно-политической работе.
Указом Президента Российской Федерации от 08 декабря 2021 года присвоено воинское звание генерал-лейтенант.
Имеет квалификацию «лётчик-снайпер». Общий налёт Максимцева составляет около 10 тыс. часов. Освоил самолёты: Л-29, Су-7, Су-17, Су-24, Ан-26.

## Международные санкции
21 июля 2022 года попал под санкции Евросоюза на фоне вторжения России на Украину, как ответственный за нанесение ударов по объектам двойного назначения на территории Украины. Также находится под санкциями Швейцарии, Украины и Японии

## Награды
- Орден Мужества
- Орден «За военные заслуги»
- Орден Красной Звезды
- Медаль Нестерова
- Юбилейная медаль «70 лет Вооружённых Сил СССР»
- Медаль «За воинскую доблесть» I степени
- Медаль «За укрепление боевого содружества»
- Медаль «За отличие в военной службе» I, II и III степени
- Медаль «Участнику военной операции в Сирии»
- Медаль «За службу в Военно-воздушных силах»
- Медаль «100 лет военно-воздушным силам»